# Henryk Kazimierowicz
Henryk Kazimierowicz (ur. 8 czerwca 1896 w Warszawie, zm. 1942 w Hartheim) – polski duchowny katolicki, filozof, teolog, bibliofil, popularyzator psychoanalizy, przyjaciel Stanisława Ignacego Witkiewicza.

## Życiorys
Syn majstra szewskiego Jana Kazimierowicza i Marcjanny z Ratyńskich Dąbrowskiej. Był alumnem Seminarium Duchownego we Włocławku. Święcenia kapłańskie przyjął 22 czerwca 1919. Studiował na Katolickim Uniwersytecie Lubelskim, Uniwersytecie Warszawskim i w Wolnej Wszechnicy Polskiej. Tytuł doktora filozofii i teologii otrzymał na Uniwersytecie Laterańskim w Rzymie w 1923 roku. Od 1923 do 1925 wykładał historię filozofii i kryteriologii na Uniwersytecie Żeńskim w Warszawie.
W latach 1919–1920 był prefektem w gimnazjum koedukacyjnym Polskiej Macierzy Szkolnej w Praszce. Od 1923 do 1925 był wikariuszem parafii Przemienienia Pańskiego w Łodzi, jednocześnie był prefektem gimnazjum w Łodzi.
W latach 1926–1928 był profesorem i bibliotekarzem Seminarium Duchownego w Pińsku. Kolejno był proboszczem Łachwy (1926–1929), Stolina (1929–1932), Mielnika (1932–1934), Śledzianowa (1934–1935), Bronisławia (1936–1937). Od sierpnia 1937 do października 1941 był administratorem parafii Tłokinia koło Kalisza. 6 października 1941 został uwięziony przez Niemców, przetrzymywany w obozie przejściowym w Konstantynowie Łódzkim, 30 października 1941 został przewieziony do obozu w Dachau (numer obozowy 28287). Stamtąd 10 sierpnia 1942 został wywieziony do zamku Hartheim, gdzie został zamordowany. Symboliczny grób księdza znajduje się na cmentarzu w Tłokini Kościelnej.
W 2017 ukazał się nakładem Państwowego Instytutu Wydawniczego tom pism ks. Henryka Kazimierowicza z dziedziny religioznawstwa, antropologii i filozofii, w wyborze i opracowaniu Przemysława Pawlaka.

## Wybrane prace
- Chrześcijaństwo a filozofia tomistyczna. „Przedświt”, 1918/1919
- Rozumowe uzasadnienie wstrzemięźliwości. „Przedświt”, 1918
- O kulturze pierwotnej. Psychologiczne kryterjum pierwotności objawów kulturowych. Warszawa, 1924
- Monoteizm i monogamia jako formy pierwotne w oświetleniu etnologii. „Przegląd Katolicki” 27, s. 422–423, 1924
- Indyferentyzm religijny. „Przegląd Katolicki” 17, 261–262, 1929
- Pierwiastki religioznawcze w zagadnieniu unijnym. „Przegląd Katolicki” 24, 396–371, 1930
- Religioznawstwo jako współczynnik wykształcenia teologicznego. „Przegląd Katolicki” 17, 259–260, 1930
- Przenajświętsza Eucharystia a uczucie. „Pro Christo” 9, 517–521, 1930
- Rodzina pierwotna w świetle etnologji i etnopsychologji. Warszawa, 1930
- Teoria emocjonalnej genezy religii. „Przegląd Katolicki” 5–6, s. 65–67, 81–83, 1931
- Dziejowość i bezdziejowość. „Przegląd Katolicki” 7, 97–98, 1931
- Katolicyzm w świetle psychoanalizy. Warszawa, 1932
- Psychoanaliza w konfesjonale. „Przegląd Katolicki” 30–34, 1932
- Laicyzm i sakralizm. „Przegląd Katolicki”, 1932/1933
- Catholica sunt non leguntur. „Przegląd Katolicki” 18, s. 287–288, 1934
- Szkoły zaoczne w życiu Kościoła. „Przegląd Katolicki” 30–31, s. 483–485, 498–499, 1934